# Jäder, Avesta kommun
Jäder är en mindre by i Folkärna socken i Avesta kommun i Dalarnas län. SCB avgränsade 1990 ett område även omfattande kringliggande byar och gav denna definierade småort namnet Jäder. 